# Peder Turesson (Bielke)
Peder Turesson (Bielke), död 1520, var ett svenskt riksråd. Han innehade Stäkeholm som förläning 1506–1517, och var även hövitsman på Kalmar slott.

## Biografi
Peder Turesson var son till Ture Turesson (Bielke) och Ingegärd Kyrning. Han var väpnare 1495 och var 1497 hövitsman på Kalmar slott. Samma år var han tvungen att ge slottet till kung Hans. Turesson fick Östbo härad, Småland i förläning av Sten Sture den äldre. Turesson blev 1501 riksråd. Han avled 1520.
Peder Turesson omtalas första gången 1488, slogs till riddare vid kung Hans kröning 1497 och blev i samband med upproret mot kungen 1501 medlem i riksrådet. Han var en av Sveriges delegerade i fredsförhandlingarna med Danmark i Ny-Varberg 1508 samt i Köpenhamn 1509 och 1513. Under senare år var han även lagman på Öland. Han skrev sig till Kråkerum som han ärvt efter sin far och ägde även från 1503 Blidingsholm.
Peder Turesson är känd genom den gravölsbolle som tillverkades i anslutningen till hans begravning, och nu finns på Nordiska museet. Bollen är prydd med de anvapen som tillhör honom hans hustru, Karin Nilsdotter (dotter till Nils Klasson Sparre av Ellinge) till Vik, 32 stycken. Den bär en plattysk inskrift, med texten, fritt översatt:
Rättvisan är slagen död. Sanningen ligger i stor nöd. Sveket har fötts. Tron och Kärleken förötts.

### Familj
Turesson gifte sig 2 november 1495 på Älvsborgs slott med Karin Nilsdotter (död 1520). Hon var dotter till hövitsmannen Nils Clausson (Sparre av Ellinge) och Margareta Lagesdotter (Bock) på Älvsborgs slott. De fick tillsammans barnen Anna Pedersdotter (död 1551) som var gift med riksrådet Ture Bengtsson (Liljesparre), Agneta Pedersdotter som var gift med skeppshövitsmannen Klaus Klaussön Thott, kammarrådet Nils Pedersson (Bielke) (död 1550), Margareta Pedersdotter (1510–1557) som var gift med riksrådet Axel Nilsson (Banér), rikrådet Ture Pedersson Bielke (1507–1577), Barbro Pedersdotter, Ingegerd Pedersdotter och Ursula Pedersdotter.
Ture Pedersson Bielke var den förste inom Bielkeätten, som skrev sig Bielke.